# Bernhard Liebold
Bernhard Liebold (* 25. November 1843 in Roda, Sachsen-Altenburg; † 14. Juni 1916 in Holzminden) war ein deutscher Architekt, Baubeamter, Lehrer, Bauunternehmer und Politiker.

## Leben
Nach seiner Ausbildung wurde er Lehrer an der Baugewerkschule Holzminden (heute: HAWK Hochschule Hildesheim/Holzminden/Göttingen). Er interessierte sich besonders für den Betonbau und den Stahlbeton.

### Unternehmer
1873 gründete Liebold in Holzminden das Baugeschäft B. Liebold & Co., und sein Bruder Edmund Liebold übernahm als Teilhaber die kaufmännische Leitung. 1881 wurde die Vorwohler Zementbaugesellschaft B. Liebold & Co. in Vorwohle (heute zur Gemeinde Eimen) gegründet, in der auch der Unternehmer Godhard Prüssing Mitinhaber wurde. Es war die erste Fabrik auf dem Gebiet des heutigen Niedersachsens, die Portlandzement herstellte.

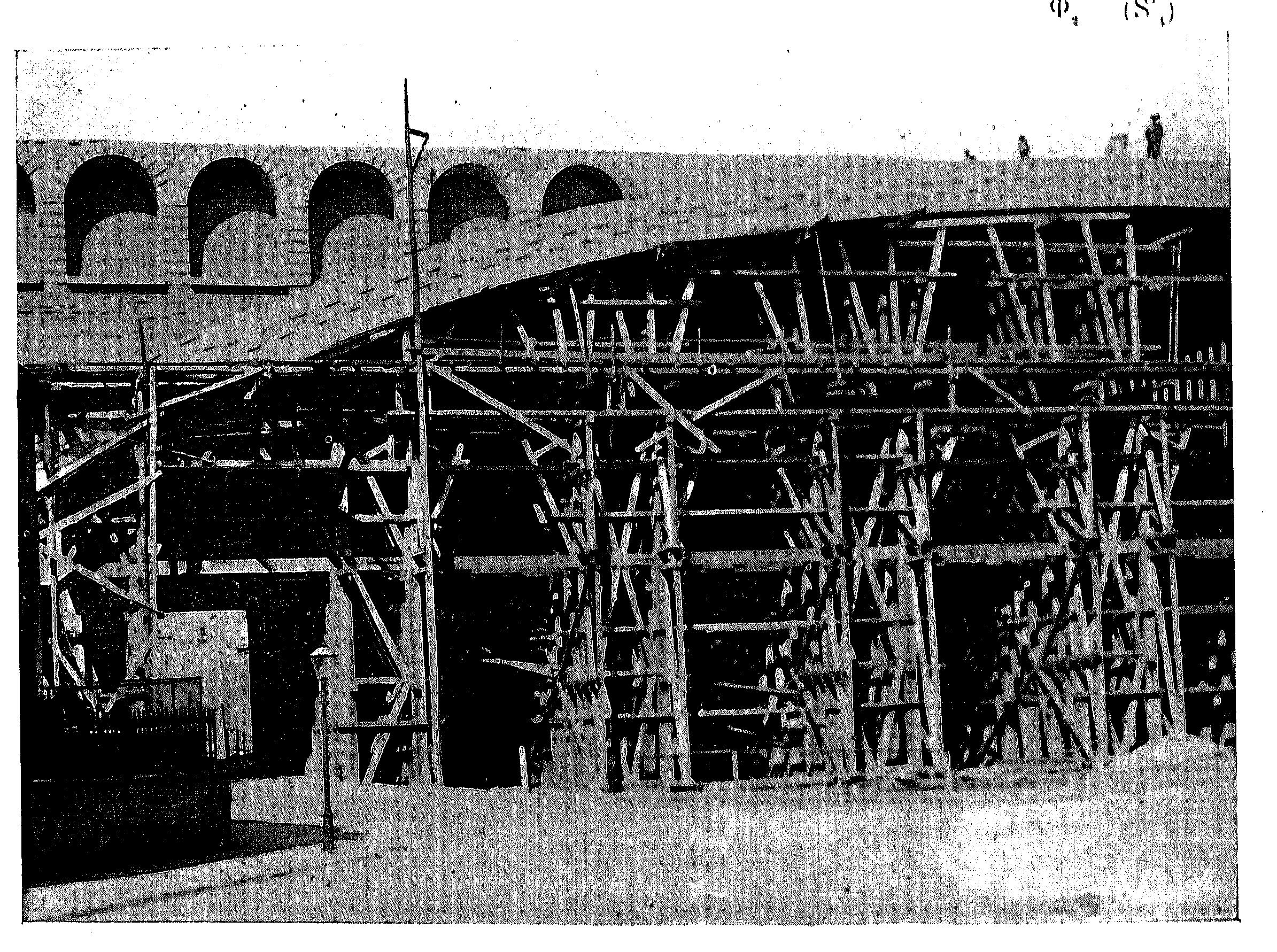
Heutige Friedensbrücke in Plauen im Bau mit Lehrgerüst

1877 wurde auf dem Grundstück Bahnhofstraße 23 in Holzminden erstmals ein Haus (faktisch ein Musterhaus) vollständig aus Stampfbeton gebaut, das lange Zeit der Musikalienhandlung Wiedbrauck als Geschäft diente. Die erste Brücke aus Stampfbeton entstand bereits 1860.

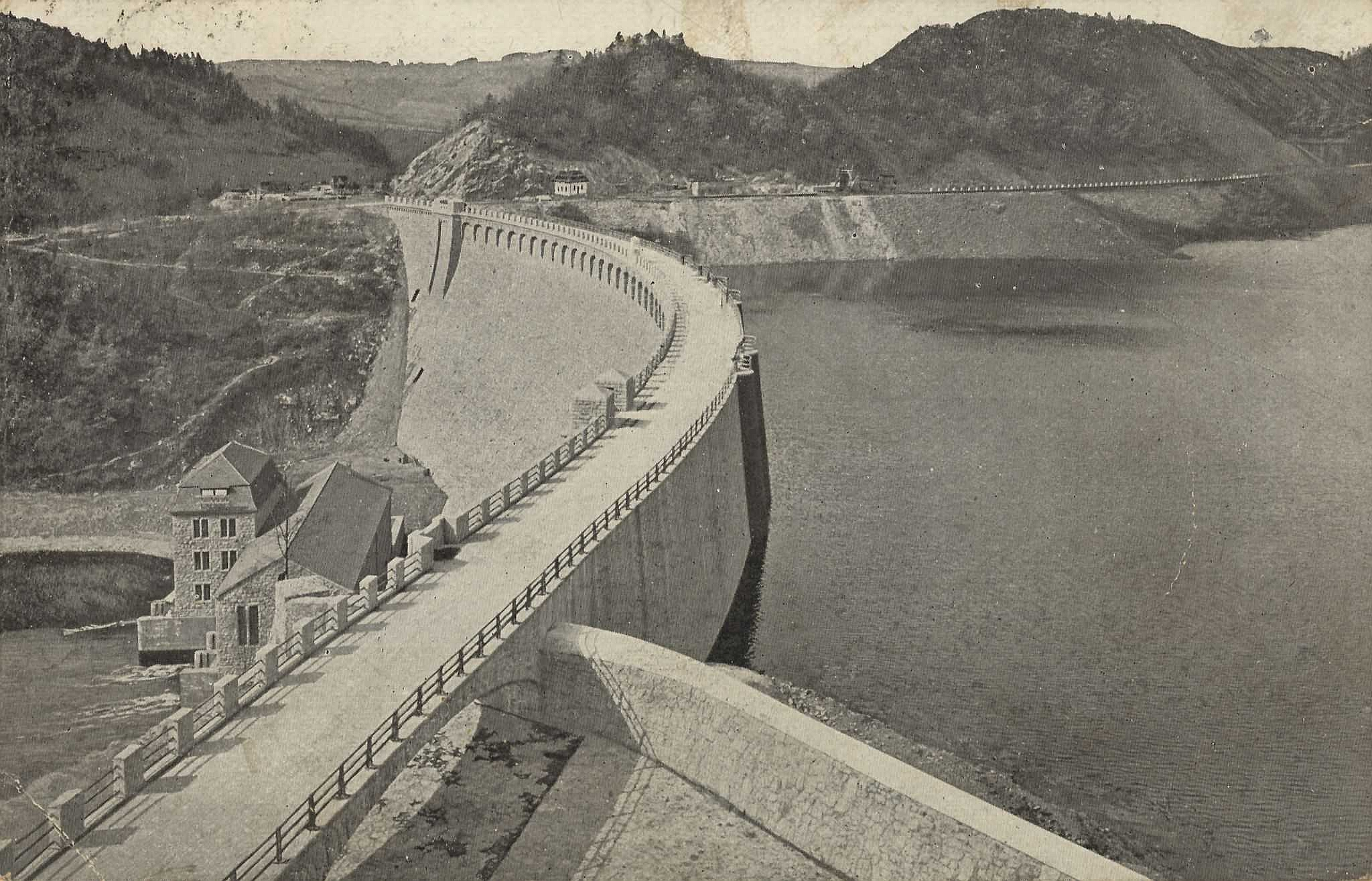
Bobertalsperre im Riesengebirge, Aufnahme 1925

1881 erwarb Liebold die ehemalige Heye-Glashütte (zuvor im Besitz eines Hamburger Unternehmens) an der Wilhelmshütte in Holzminden und gründete eine Gesellschaft zur Zementherstellung. Diese verfügte über einen Gleisanschluss, über den die maßgerecht vorgefertigten Hölzer für sämtliche Lehrgerüste deutschlandweit versendet wurden, so z. B. 1903/1904 die Lieferung von 120 Doppelwagen-Ladungen Holz für das Gerüst und weitere 15 für die Transportbrücken über dem Bogen für die heutige Friedensbrücke (auch Syratalviadukt) in Plauen. Liebold publizierte auch in zahlreichen Fachschriften über Zement und Zement-Anwendungen im Hochbau. Sein Bekanntheitsgrad stieg, und das Unternehmen erhielt Aufträge für Brücken, Talsperren, Eisenbahnstrecken mit Tunnelbauten und Brücken, Schleusen, Kraftanlagen, Turbinen, Fundamentierungen im schwimmenden Boden und in Bergwerksrevieren, darunter Aufträge aus dem Kanton Thurgau (Schweiz), aus den Niederlanden und aus Kattowitz. Um 1890 wurden zwischen Holzminden und Lüchtringen Grundstücke zum Zweck der Kiesgewinnung erworben. 1898 übernahm Bernhard Liebold auch die Planungen für die Errichtung der Hafenbahn in Holzminden. Ausführendes Bauunternehmen war dabei aber die Bauunternehmung Dörries aus Opperhausen bei Kreiensen. 1896 erfolgte die Fertigstellung einer Betonbrücke mit Granitgelenken über die Eyach bei Bad Imnau und 1899 die Georgsbrücke in Meiningen.
1901 wurde das Bauunternehmen B. Liebold & Co. in eine Aktiengesellschaft umgewandelt, in der Liebold alleiniges Vorstandsmitglied blieb. Sie wurde zu einem der bekannten großen Bauunternehmen der damaligen Zeit. Von der zunehmenden Kanalisierung der Städte profitierte besonders das Betonwerk in Holzminden. Das damals als „Maurerdorf“ bekannte Lüchtringen stellte dabei das Hauptkontingent der Stammarbeiter. Zusammen mit den jeweils vor Ort angeworbenen Arbeitern stieg die Belegschaft zeitweise bis auf 4.000 Beschäftigte. 
Bernhard Liebold war von 1897 bis 1916 auch Geschäftsführer der Deutschen Talsperren- und Wasserkraft-Verwertungsgesellschaft mbH mit Sitz in Hannover.
1900–1901 wurde der Bismarckturm in Hagen und 1904–1912 die Bobertalsperre in Schlesien gebaut. Im Jahre 1902 baute die Liebold AG die Bockerlbrücke, die heute als Industriedenkmal die Isar überspannt und als ein Wahrzeichen der Stadt Landau gilt. 1907 bis 1908 wurde der Buhlener Viadukt an der Bahnstrecke Wega–Brilon Wald gebaut. 1908 folgte der Bau einer Stauanlage in der Ruhr mit einem Turbinenhäuschen in Freienohl. 1910/1911 wurden die Tiefbauarbeiten an der Straßenbrücke in Schönebeck (Elbe) durchgeführt.

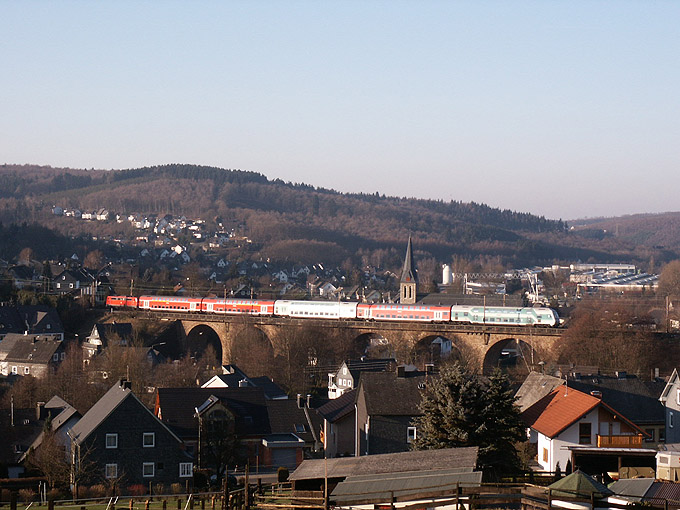
Bahnviadukt in Niederdielfen

Nach Abschluss seines Studiums an der Technischen Hochschule Dresden 1909 trat Max Liebold, der Sohn von Edmund Liebold, in das Unternehmen ein und erhielt ab 1912 Prokura, wurde zwei Jahre später stellvertretendes Vorstandsmitglied und nach dem Tod von Bernhard Liebold 1916 vom Aufsichtsrat zum Vorstandsmitglied bestellt.
Von 1911 bis 1915 wurde die Dillstrecke zwischen Siegen-Weidenau und Niederdielfen mit dem Niederdielfener Viadukt und den Giersbergtunnel gebaut. 1914 bis 1917 wurden die Arbeiten zum Bau der Bahnstrecke Simmern–Gemünden durchgeführt, wo im Zuge des Ersten Weltkriegs auch Zwangsarbeiter aus Frankreich, Italien und Russland eingesetzt wurden.

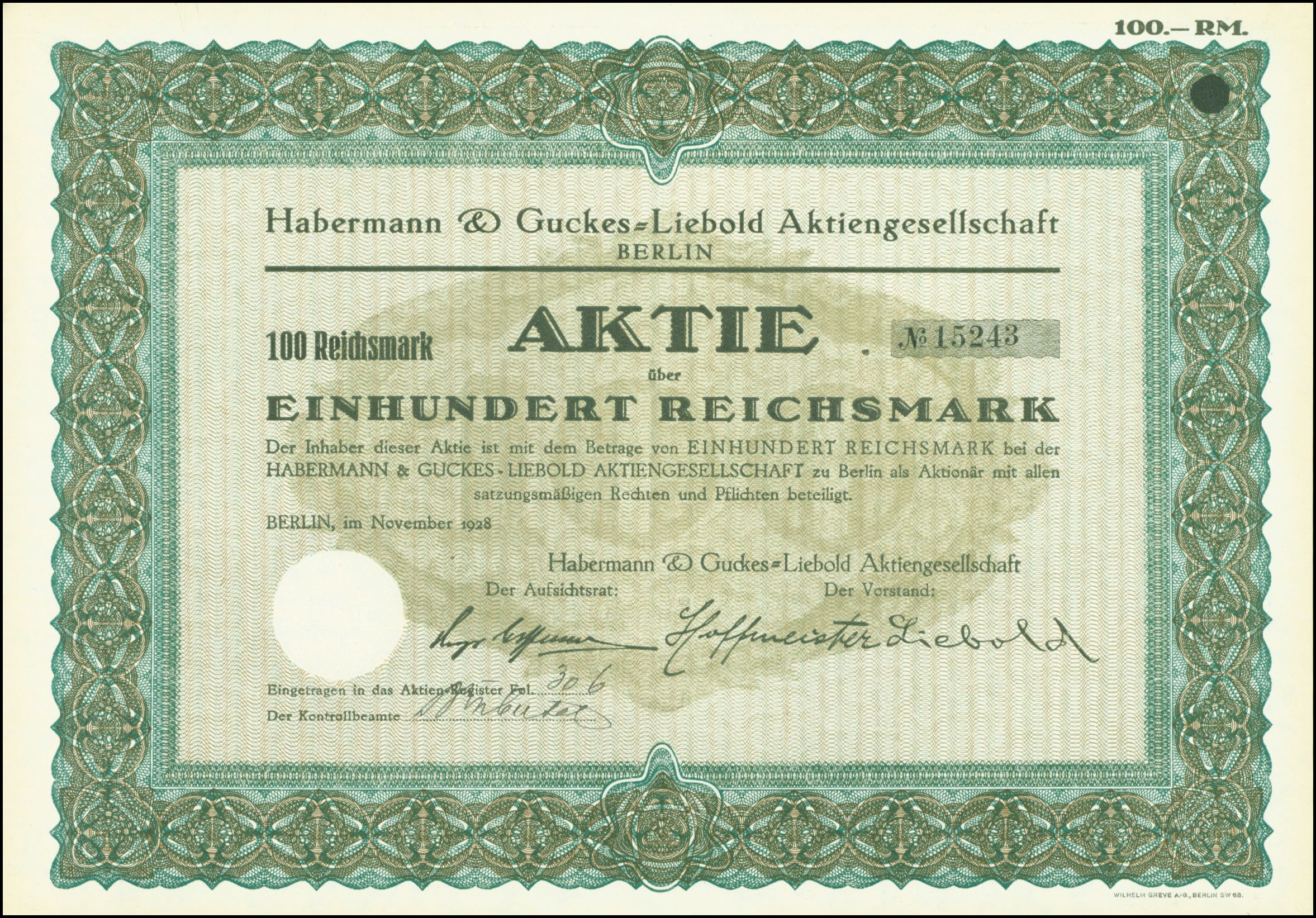
Aktie über 100 RM der Habermann & Guckes-Liebold AG vom November 1928

1922 übernahm die 1908 gegründete Habermann & Guckes AG (Arnold Habermann und Jean Guckes) die B. Liebold & Co. AG und firmierte fortan als Habermann & Guckes – Liebold Aktiengesellschaft mit Sitz in Kiel. Das Unternehmen betätigt sich auch erfolgreich im Ausland. 1925 erfolgte die Übernahme der Aktienmehrheit durch die Braunschweiger MIAG Mühlenbau und Industrie AG, die die Beteiligung infolge der Weltwirtschaftskrise 1931 wieder abstieß. Laut Beschluss der Hauptversammlung vom 21. Mai 1940 verschwand der Name Liebold aus dem Unternehmensnamen, der dann nur noch Habermann & Guckes AG lautete.
Während des Zweiten Weltkriegs wurden 23 italienische Zwangsarbeiter für Bauarbeiten im Unternehmen eingesetzt. 1948 verlegte die Firma ihren Sitz nach Hamburg.
1954 erfolgte nach einem Vergleichsverfahren der Habermann & Guckes AG die Übernahme durch die 1932 gegründete Bauunternehmung Wilhelm Müller-Altvatter in Stuttgart und die Umbenennung in Neue Baugesellschaft Habermann & Guckes KG mit Sitz in Holzminden. 1957 erfolgte die Übernahme durch Harro Müller-Altvatter und die Umbenennung in Betonwerk Müller-Altvatter KG, Stuttgart, Zweigniederlassung Holzminden. 1962 wurde die Firma Habermann & Guckes von Amts wegen gelöscht. 1979 wurde der Unternehmenssitz der Müller-Altvatter KG von Stuttgart nach Holzminden verlegt. Die heutige Müller-Altvatter Betonfertigteile GmbH (MÜVA Beton) in Holzminden ist mit 75 Mitarbeitern eines der direkten Nachfolgeunternehmen des ehemaligen Unternehmens B. Liebold & Co.

### Politiker
Von 1887 bis 1914 war Bernhard Liebold Mitglied der Stadtverordnetenversammlung von Holzminden, ab 1889 Mitglied im Kreistag und ab 1900 Mitglied im Braunschweigischen Landtag, außerdem kandidierte er erfolglos für die Reichstagswahl 1903.

### Ehrenämter und Mitgliedschaften
Von 1890 bis zu seinem Tode 1916 war Liebold Mitglied des Präsidiums der Handelskammer zu Braunschweig. Außerdem war er Mitglied des Bezirks-Eisenbahnrats in Frankfurt am Main, Vertreter der Tiefbau-Berufsgenossenschaft und (als Mitbegründer) Vorstandsmitglied des Deutschen Beton-Vereins (heute: Deutscher Beton- und Bautechnik-Verein e.V. (DBV) in Berlin) sowie Mitglied im Prüfungsausschuss der Baugewerkschule Holzminden.
Zudem war er Schöffe beim Amtsgericht Holzminden sowie Geschworener beim Landgericht Braunschweig.
Um 1900 stiftete er eine aus Eichenholz geschnitzte Kanzel für die Lutherkirche in Holzminden.

### Auszeichnungen und Ehrungen
- Orden Heinrichs des Löwen, Verleihung durch Albrecht von Preußen
- preußischer Roter Adlerorden, Verleihung durch Kaiser Wilhelm II.
- nach 1907: Verleihung des Ehrentitels Baurat durch den Regenten von Braunschweig, Johann Albrecht
- In der Stadt Holzminden ist die Baurat-Liebold-Straße nach ihm benannt.

### Trivia
Irmgard von Stephanie (1895–2007) lebte von 1912 bis 1914 auf dem „Sylbecker Hof“ der Familie Liebold als Haustochter; sie lebte 2005 in Berlin und war zu dieser Zeit die älteste deutsche Frau.

### Schriften
- Die mittelalterliche Holzarchitektur im ehemaligen Niedersachsen. (mit rund 500 Zeichnungen) Knapp, Halle (Saale) 1874.
- Der Zement in seiner Verwendung im Hochbau und der Bau mit Zement-Béton zur Herstellung feuersicherer, gesunder und billiger Gebäude aller Art. Knapp, Halle (Saale) 1875.
- Neuere landwirthschaftliche Bauten mit besonderer Berücksichtigung der braunschweigischen Domainenbauten. Knapp, Halle (Saale) 1875.
- Die neuen continuirlichen Brennöfen zum Brennen von Ziegelsteinen, Thonwaaren, Chamottezement- und Kalksteinen. Knapp, Halle (Saale) 1876.
- Die Trockenanlagen für Ziegeleien. Knapp, Halle (Saale) 1877.
- Ziegelrohbau. Taschenbuch für Bauhandwerker. C. C. Müller`sche Buchhandlung, Holzminden 1879.
- Holzarchitectur. (Holzbau.) Taschenbuch für Bauhandwerker. II. Teil. C. C. Müller`sche Buchhandlung, 1893.
- B. Liebold & Co. Holzminden. Ausgeführte Behälterbauarbeiten. 1898.